# Шепетівська центральна районна бібліотека ім Михайла Коцюбинського
Історія  Шепетівської  центральної бібліотеки сягає у 1919 рік, коли  М. Островський, спільно з друзями, за дорученням ревкому зібрав  700 книг.
Першим бібліотекарем була Ткаченко Віра.
В 1925 р. міській бібліотеці було присвоєно ім’я українського письменника М.М. Коцюбинського і завідувачем бібліотеки був Ковальський Юрій Іванович, вчитель.
Під час війни бібліотеку було знищено і тільки в 1945 р. була відновлена її діяльність.
В 1950 році бібліотеку очолив Л.Г. Кіпніс, який мав вищу спеціальну освіту, інвалід війни, працював до грудня 1979 року.
В 1955 році бібліотеці було надано статус районної.
В 60-70-ті роки фонд бібліотеки становив понад 40 тис. примірників, обслуговувалось понад 4 тис. читачів, книговидача складала понад  108 тис. книг. В 1967 році бібліотеку було розміщено в міському Будинку культури, де вона знаходиться по теперішній час. В 1974 році Міністерство культури виділило бібліобус для обслуговування книгою жителів м. Шепетівки безпосередньо на виробничих ділянках. Бібліобус і до сьогодні використовується за призначенням. В 1976 році в зв’язку з Всеукраїнською централізацією бібліотек, бібліотека стала центральною районною бібліотекою Шепетівської районної централізованої бібліотечної системи.
Продовжувачем справи Кіпніса Л.Г. стала Костюк Галина Василівна (1980-1996 р.р.). Ця енергійна людина з чудовими організаційними здібностями внесла вагомий внесок у бібліотечну справу нашого району.
В 1996 році директором районної централізованої бібліотечної системи стала Бурова Любов Іванівна, висококваліфікований бібліотечний фахівець, творчо обдарована людина, яка пройшла всі щаблі професійного і кар’єрного зростання, починаючи з бібліотекаря сільської бібліотеки. 
В 1999 році вона отримала звання «Заслужений працівник культури України». Під її керівництвом в центральній бібліотеці з 1989 по 2014 року діяло Народне літературно-мистецьке об’єднання «Відродження», яке було відоме в районі і області.
В 2009 році бібліотека відзначила своє 90-річчя.
В 2010 році завдяки зусиллям Любов Іванівни, центральна бібліотека і три бібліотеки системи (Михайлючка, Судилків(дит.) ,Гриців) стали переможцями конкурсу, який оголосили IREX-Рада Міжнародних наукових досліджень та обмінів та фундація Білла та Мелінди Гейтс «Організація нових бібліотечних послуг з використанням вільного доступу до Інтернету» в рамках програми «Бібліоміст». Було отримано 15 комп’ютерів, 4 принтери і 4 сканери.
У 2013 році Шепетівська ЦБС виграла проект благодійного фонду «Зміцнення громад» на тему «Створення модернізованої бази для повноцінної роботи бібліотеки», і отримала новий комп’ютер.
2014 рік – ювілейний рік. Наша бібліотека відзначила своє 95-річчя  з дня заснування бібліотеки.
В лютому 2015 року , директором  центральної районної бібліотеки   була призначена Везюк Людмила Іванівна. Людмила Іванівна все життя пропрацювала  на бібліотечній ниві  , а починала свій професійний шлях з маленької сільської бібліотеки. Зараз бібліотека суттєво змінилась, стала іншою , сучаснішою. 
Сьогодні центральна районна бібліотека:
центр сучасної регіональної інформації, методичної та краєзнавчої роботи на Шепетівщині;
місце народження та акумуляції інновацій, підвищення професійної майстерності бібліотечних працівників системи і району;
місце змістовного відпочинку для молоді та людей похилого віку;
осередок національного відродження громади  та співпраці з меншинами.
Сьогодні, на базі нашої бібліотеки діє Центр регіональної інформації, в рамках якого діє консультативний пункт Шепетівської об’єднаної державної податкової інспекції, пункт доступу громадян до офіційної інформації органів влади (ПДГ), та залучення бібліотек нашої системи до електронного урядування, а також  Центр вільного безкоштовного доступу до Інтернет-ресурсів.
Фонд бібліотеки нараховує понад 62 тис. документів, яким користується понад 5 тис. користувачів і їм видається понад 97 тис. примірників документів, в тому числі 2202 примірників краєзнавчих документів.
В лютому 2016 року наша біблотека стала переможцем конкурсу УБА "Все про Європу: читай, слухай, дізнавайся в пунктах європейської інформації за підтримки Європейського Союзу".